# Pachystomias microdon
Pachystomias microdon és una espècie de peix de la família dels estòmids i de l'ordre dels estomiformes.

## Morfologia
- Els mascles poden assolir 22,1 cm de longitud total.[2][3]

## Hàbitat
És un peix marí i d'aigües profundes que viu entre 660-4.000 m de fondària.

## Distribució geogràfica
Es troba a l'Atlàntic oriental, l'Atlàntic occidental, el Mar de la Xina Meridional, l'Índic i el Pacífic.